# Villa Barabas

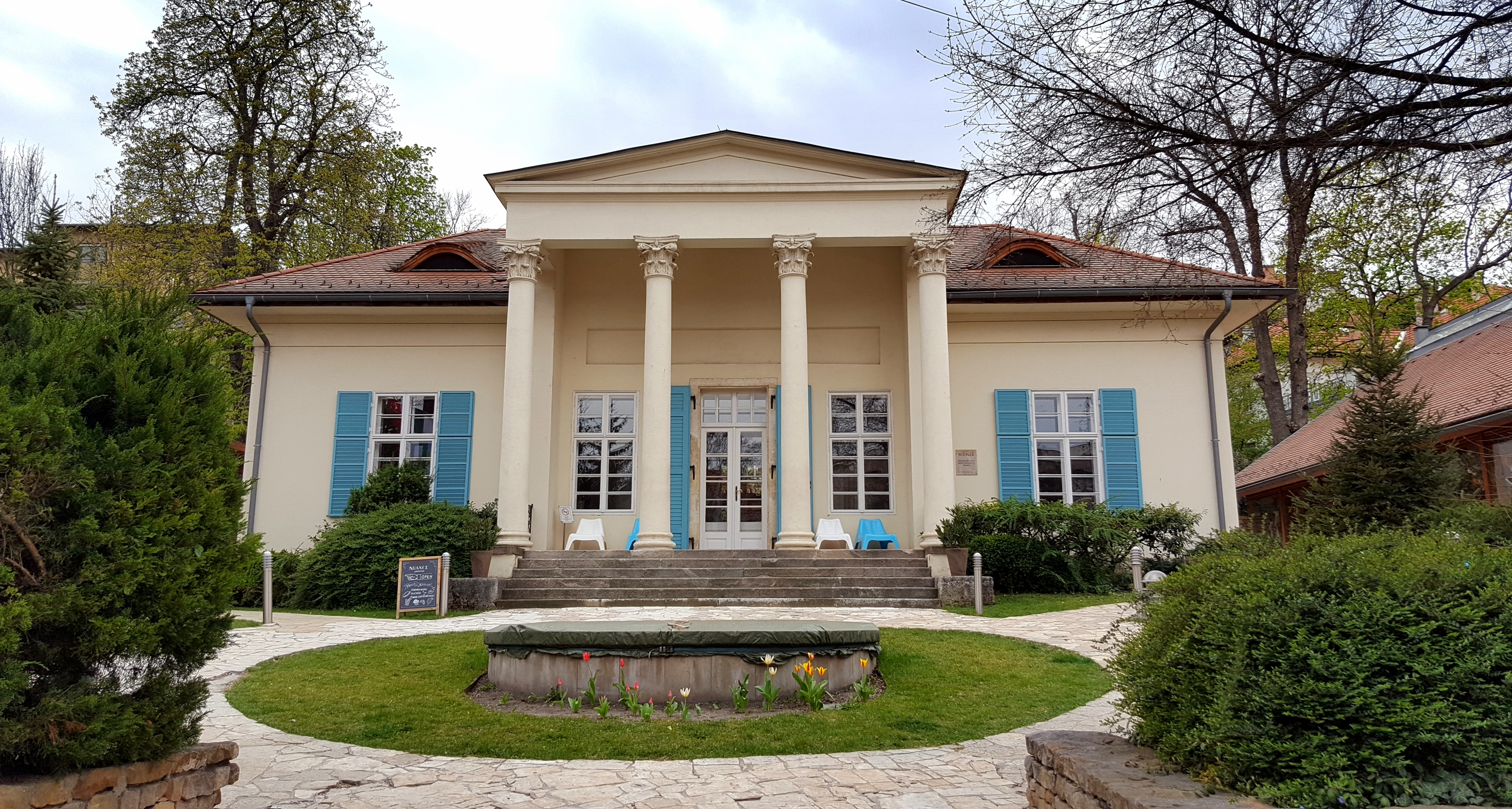
La villa Barabas

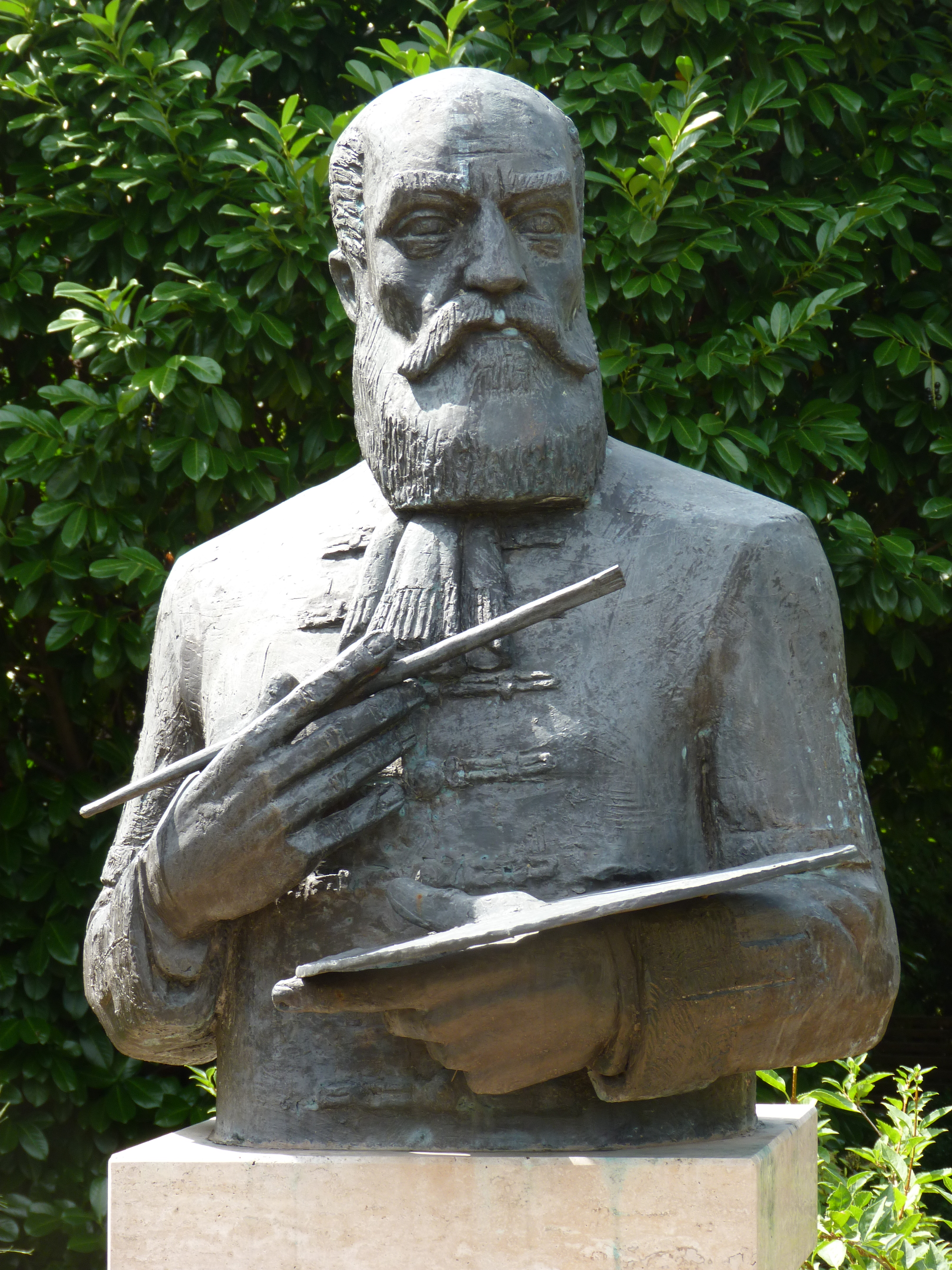
Buste du peintre Miklós Barabás dans le jardin derrière la villa

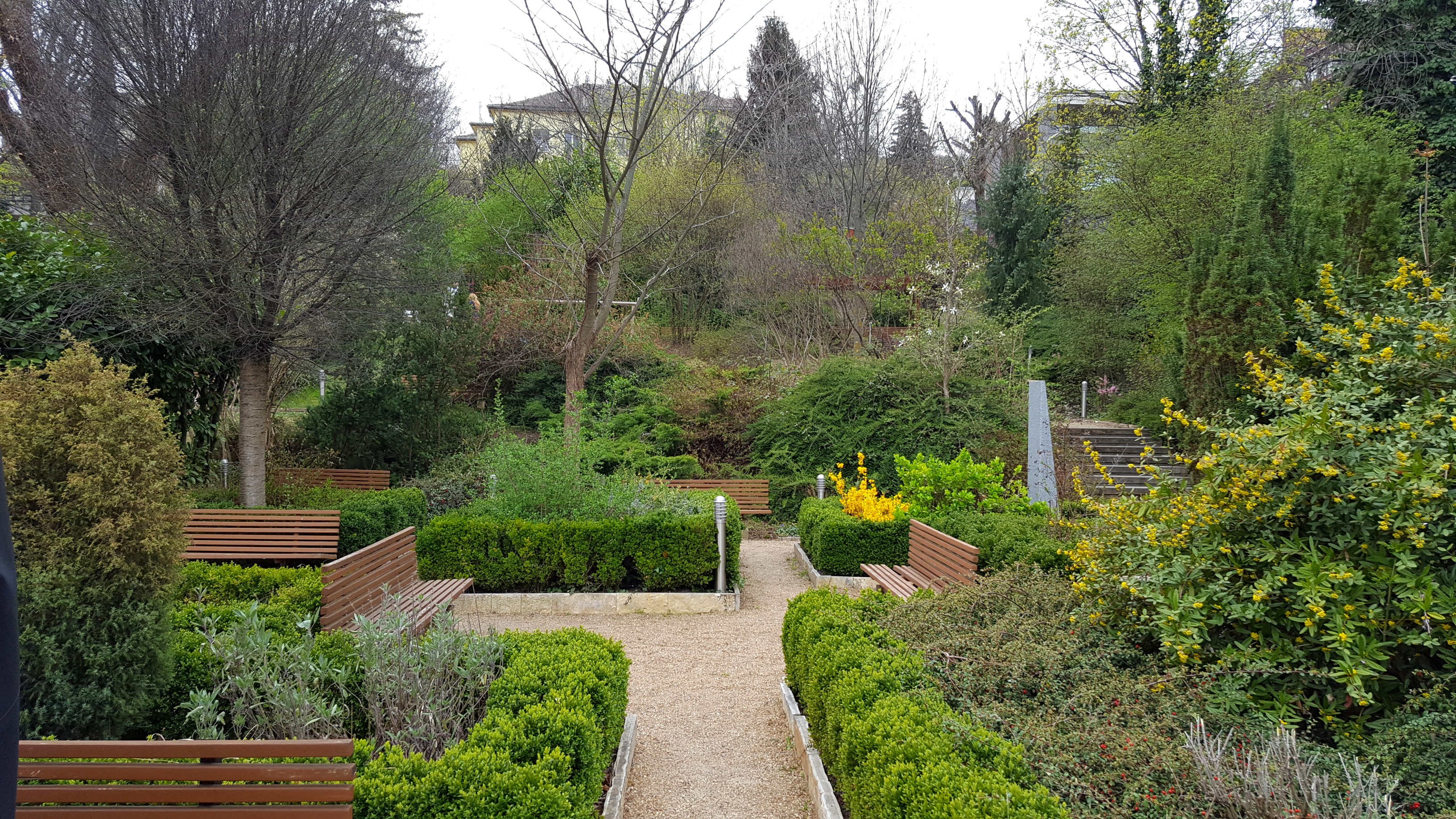
Le jardin de la villa au printemps 2019

La Villa Barabás est un édifice néoclassique située dans le 12è arrondissement de Budapest. Sa rénovation, achevée en 2003, a été récompensée par le prix du patrimoine culturel Europa Nostra. La villa est située au 44 rue Városmajor, une rue restée authentique et ayant subi peu de modifications depuis son urbanisation au XIXe siècle. 

## Histoire
La zone a été achetée en 1839 par Miklós Barabás, un peintre hongrois du XIXe siècle. A cette époque, la parcelle était couverte de vignes, qui couraient jusqu'au flanc du Kis-Sváb-hegy. Il y avait déjà un pressoir et une cave sur le terrain lorsque Miklós Barabás a décidé de construire le bâtiment de la villa sur la base de ses propres plans. Au début, il l'utilisait comme résidence d'été, où il allait se détendre et s'éloigner du bruit de la ville.
Dans les décennies qui ont suivi la mort de l'artiste, la ville s'est développée autour de la villa. Les nouveaux propriétaires ont construit de plus en plus de bâtiments, et finalement, à la suite des extensions, la villa d'origine est devenue méconnaissable. En 1996, elle était devenue dangereusement vétuste et les six familles qui y vivaient ont dû être déplacées. En 2000, la municipalité du 12e arrondissement a lancé un appel d'offres pour la rénovation de la villa, dont l'objectif principal était de redonner à l'ancien bâtiment néoclassique son style et sa beauté d'origine. L'appel d'offres a été remporté par l'architecte Péter Basa, qui a été grandement aidé par l'aquarelle de Barabás, dans laquelle l'artiste a peint sa propre villa et son jardin. Le concept de base de la rénovation était de ne laisser que les parties originales du bâtiment et de démolir les ajouts ultérieurs. Les murs du bâtiment ont été recouverts et les travaux de menuiserie et de serrurerie ont été réalisés selon les plans d'origine.

## Description
Dès l'entrée du portail en fer forgé soigneusement restauré, les visiteurs sont accueillis par une fontaine. La villa Barabás, avec sa grande place centrale et son imposante colonnade, est l'un des derniers édifices néoclassiques de Hongrie. La villa rénovée et son jardin ont été remis aux habitants du quartier le 26 septembre 2003. La rénovation du complexe de bâtiments a remporté le prix Europa Nostra en 2004, l'une des distinctions les plus prestigieuses de l'architecture européenne.
Aujourd'hui, le bâtiment est utilisé comme un centre culturel et événementiel. Il y a aussi un café, une salle de conférence et d'événements. Derrière la villa se trouve un parc méticuleusement entretenu d'environ 1000 m².